# Stegolerium kukenani
Stegolerium kukenani är en svampart som beskrevs av Strobel, W.M. Hess & E.J. Ford 2001. Stegolerium kukenani ingår i släktet Stegolerium, divisionen sporsäcksvampar och riket svampar.   Inga underarter finns listade i Catalogue of Life.